# Harder (Jax Jones & Bebe Rexha)
Harder is een nummer uit 2019 van de Britse dj Jax Jones en de Amerikaanse zangeres Bebe Rexha. Het is de 9e single van Jones' debuut-EP Snacks.
Het nummer werd een klein hitje in Europa. In het Verenigd Koninkrijk bereikte het een bescheiden 23e positie, in de Nederlandse Tipparade kwam het een plekje lager. In Vlaanderen bereikte het de 39e positie in de Tipparade.